# Sierra de Peñalmonte

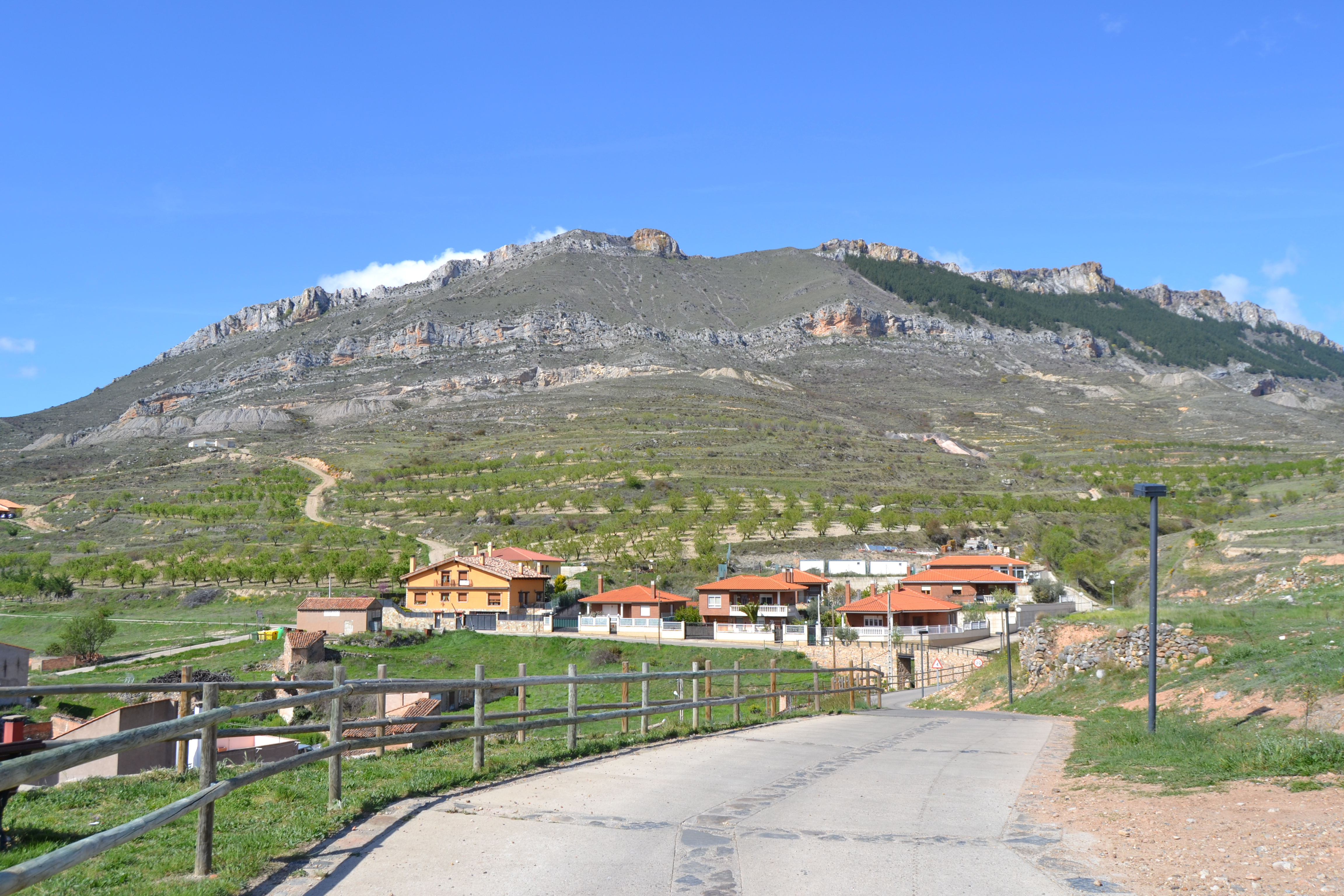
Vista de la Sierra de Peñalmonte desde Préjano

La sierra de Peñalmonte se encuentra en la comunidad autónoma de La Rioja (España). Domina parte de la cuenca del río Cidacos, entre los pueblos de Arnedillo y Autol. Su máxima altura se encuentra a 1 276 metros de altitud.
El conjunto está formado por las Peñas de Arnedillo, Peñalmonte y Peña Isasa ha sido declarado "Reserva de la Biosfera", incluyendo también una parte del río Cidacos en los términos municipales de Arnedillo, Préjano y Muro de Aguas.